# Championnat de Suisse féminin de football 2009-2010
Navigation
Édition précédente Édition suivante
Le Championnat de Suisse de football féminin 2009-2010 est la 40e édition de la LNA, opposant les dix meilleurs clubs de football féminin en Suisse.
Le format de la compétition est celui standard avec 10 équipes qui se rencontrent en match aller et retour. Le dernier est relégué et l'avant dernier joue un match de barrage aller-retour contre le deuxième de LNB.
Le tenant du titre est le FC Zurich.

## Clubs participants
- FC Zurich
- Grasshopper Club Zurich/Schwerzenbach
- BSC Young Boys
- FC Yverdon Féminin
- SC Kriens
- FC Thoune
- FC Staad
- FFC Zuchwil 05
- FC Bâle
- FC Rapperswil-Jona

## Classement
| \| FC Bâle FC Rapperswil-Jona GC Yverdon FC Zurich SC Kriens Young Boys FC Thoune FFC Zuchwil 05 FC Staad \| Localisation des clubs engagés dans le championnat. |
| FC Bâle FC Rapperswil-Jona GC Yverdon FC Zurich SC Kriens Young Boys FC Thoune FFC Zuchwil 05 FC Staad                                                           |

### Saison régulière
| Rang | Équipe                | Pts | J  | G  | N | P  | Bp | Bc | Diff |
| ---- | --------------------- | --- | -- | -- | - | -- | -- | -- | ---- |
| 1    | FC ZurichT            | 47  | 18 | 15 | 2 | 1  | 58 | 15 | +43  |
| 2    | Grasshopper           | 41  | 18 | 12 | 5 | 1  | 43 | 14 | +29  |
| 3    | BSC Young Boys        | 37  | 18 | 12 | 1 | 5  | 47 | 27 | +20  |
| 4    | FC Yverdon Féminin    | 35  | 18 | 11 | 2 | 5  | 48 | 20 | +28  |
| 5    | SC Kriens             | 22  | 18 | 6  | 4 | 8  | 27 | 41 | -14  |
| 6    | FC Rot-Schwarz Thoune | 19  | 18 | 5  | 4 | 9  | 31 | 37 | -6   |
| 7    | FC StaadP             | 16  | 18 | 4  | 4 | 10 | 22 | 16 | +6   |
| 8    | FFC Zuchwil 05        | 16  | 18 | 5  | 1 | 12 | 19 | 42 | -23  |
| 9    | FC Bâle               | 12  | 18 | 3  | 3 | 12 | 15 | 45 | -30  |
| 10   | FC Rapperswil-JonaP   | 11  | 18 | 3  | 2 | 13 | 17 | 52 | -35  |

Légende
- Qualifié pour la  Ligue des champions féminine de l'UEFA 2010-2011
- Relégation en deuxième division

Abréviations
T : Tenant du titre

P : Promu

#### Play-off promotion relégation
Play-off entre le 9e de LNA et le 2ede LNB.
|              | Résultats |              | Lieu et date                          |  |
| ------------ | --------- | ------------ | ------------------------------------- |  |
| FC Schlieren | 2 - 2     | FC Bâle      | Schlieren, Stade Zelgli, 13 juin 2010 |  |
| FC Bâle      | 3 - 0     | FC Schlieren | Bâle, Parc Saint-Jacques, 6 juin 2010 |  |

- Le FC Bâle se maintient en LNA pour la saison 2010-2011[1].

### Classement des buteuses
Mise à jour : 7 mai 2020
| Rang | Buteuse           | Club               | Buts |
| ---- | ----------------- | ------------------ | ---- |
| 1    | Caroline Abbé     | FC Yverdon Féminin | 14   |
| 1    | Isabelle Meyer    | Grasshopper        | 14   |
| 3    | Romana Lendenmann | FC Zurich          | 13   |
| 4    | Maeva Sarrasin    | FC Yverdon Féminin | 12   |
| 5    | Lara Keller       | SC Kriens          | 10   |
| 5    | Sandy Maendly     | Young-Boys         | 10   |
| 5    | Jehona Mehmeti    | Young-Boys         | 10   |
| 8    | Vanessa Bernauer  | FC Zurich          | 9    |
| 8    | Annina Spahr      | Young-Boys         | 9    |
| 10   | Caroline Müller   | Grasshopper        | 8    |

Source: Classement des buteuses sur le site de l'ASF (manque joueuses transférées à l'étranger)